# Паммахий

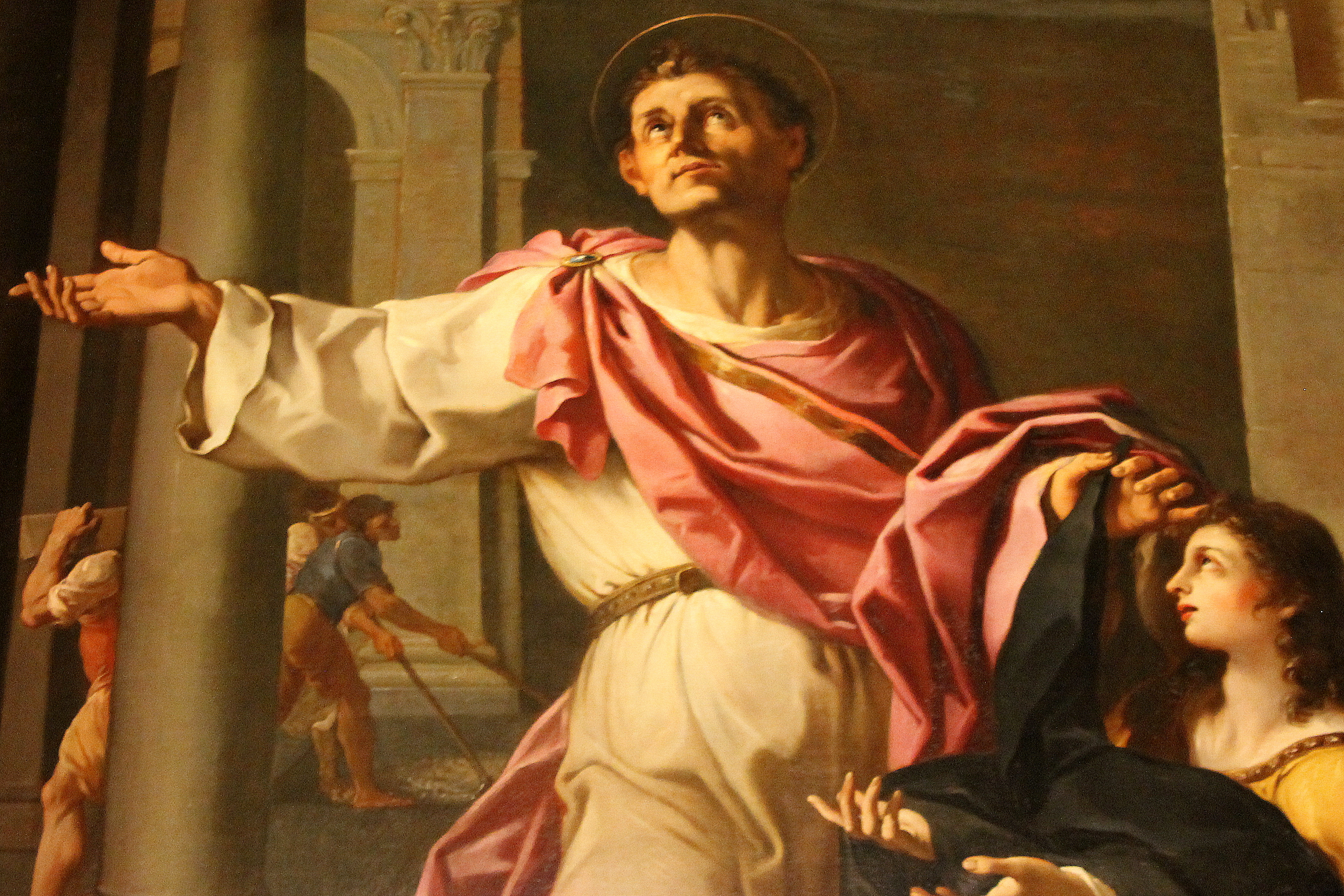

Паммахий (умер ок. 409 года) — святой сенатор Римский. День памяти — 30 августа.
Святой Паммахий (Pammachius) был римским сенатором. В молодости он был в школах риторики совместно со св. Иеронимом. В 385 году он женился на Павлине, второй дочери св. Павлы.
Он, вероятно, был среди viri genere optimi religione præclari, которые в 390 году отлучали Иовиниана со святым папой Сирицием (Ambrose, Ep. xli). Когда он выступил с нападками на книгу бл. Иеронима против Иовиниана по причине предосторожности, бл. Иероним ответил ему двумя письмами (Epp. xlviii-ix, ed. Vallarsi), где выражалась благодарность. Тот, вероятно, намереваясь опубликовать книгу, оправдывал её.
По кончине Павлины в 397 году, св. Паммахий стал монахом, то есть стал жить по обычаем верующих и предав себя трудам по благодеянию (Jerome, Ep. lxvi; Paulinus of Nola, Ep. xiii). В 399 году Паммахий и Океан (Oceanus) написали бл. Иерониму с просьбой перевести труд Оригена «De Principiis» и опровергнуть инсинуации Руфина о том, что бл. Иероним был с Оригеном единомышленником. Бл. Иероним ответил в следующем году (Epp. lxxxiii-iv). В 401 году блаженный Августин (Ep. lviii) поблагодарил св. Паммахия за письмо, которое тот отправил народам Нумидии, где у него были владения, уговаривая их отречься от донатистской ереси. Многие комментарии бл. Иеронима к Священному Писанию были посвящены Паммахию.
После кончины своей жены вместе с Фабиолой (Jerome, Epp. lxvi, lxxvii) св. Паммахий построил странноприимный дом для бедных странников в городе Порте, который находился в устье Тибра, напротив Остии.
Были осуществлены раскопки этого места, обнаружившие план единственного в своём роде сооружения данного предназначения. Комнаты и залы для больных и бедных сосредоточивались вокруг него (Frothingham, The Monuments of Christian Rome, p. 49).
Храм свв. мучеников Иоанна и Павла в Риме был основан св. Паммахием или его отцом. Сначала он был известен как Titulus Bizantis, затем — как Titulus Pammachii.